# Тёррентайн, Стэнли
Стэ́нли Ви́льям Тёррентайн (англ. Stanley William Turrentine; 5 апреля 1934 года — 12 сентября 2000), также известный как «Mr. T» и «The Sugar Man» — американский джазовый тенор-саксофонист.

## Биография
Родился в семье Томаса Тёррентайна — тенора-саксофониста, который играл в группе «Savoy Sultans». Старший брат Томми Тёррентайн был джазовым трубачом.
Первым инструментом Тёррентайна стала виолончель, позже он перешёл на тенор-саксофон. Его первой профессиональной работой стало турне с блюз- и R&B-группой Лоуэлла Фулсона. В эту группу также ходил Рэй Чарльз. В это время Стэнли находился под большим влиянием Иллинойса Жаке.
После службы в армии в 1959 году Тёррентайн пришёл в группу Макса Роуча, играл там вместе с братом Томми. Он также играл с клавишницей Ширли Скотт (Shirley Scott), на которой женился в 1960 году (развелись они в начале 1970-х).
В 1960 году Тёррентайн начал записываться в качестве сессионного музыканта на джазовом лейбле «Blue Note», играя в основном соул-джаз.
Первая запись Тёррентайна была на сессии Dizzy Reece, а позднее он записывался в качестве аккомпаниатора органиста Джимми Смита.
Записал свой первый альбом «Look Out» на лейбле «Blue Note» с трио Хораса Парлана. В том же году он записал первый из серии альбомов под названием South Bend с трио из штата Индиана «Three Sounds».
Жил в Форт-Вашингтон, штат Мэриленд, с начала 1990-х годов до смерти. Умер от инсульта в Нью-Йорке 12 сентября 2000 года и похоронен на кладбище в Питтсбурге.

## Дискография

### Blue Note Records
- 1960 Look Out!
- 1960 Blue Hour
- 1961 Comin’ Your Way
- 1961 Up at "Minton's"
- 1961 Dearly Beloved
- 1961 ZT's Blues
- 1962 That's Where It's At
- 1962 Jubilee Shout!!!
- 1963 Never Let Me Go
- 1963 A Chip Off the Old Block
- 1964 Hustlin'
- 1964 In Memory Of
- 1964 Mr. Natural
- 1965 Joyride
- 1966 Rough 'n' Tumble
- 1966 Easy Walker
- 1966 The Spoiler
- 1967 A Bluish Bag
- 1967 The Return of the Prodigal Son
- 1968 The Look of Love
- 1968 Common Touch
- 1968 Always Something There
- 1969 Another Story
- 1984 Straight Ahead
- 1986 Wonderland
- 1989 La Place

### CTI Records
- 1971 Sugar
- 1971 The Sugar Man
- 1971 Salt Song
- 1972 Cherry
- 1973 Freddie Hubbard/Stanley Turrentine In Concert Volume One
- 1973 In Concert Volume Two
- 1973 Don’t Mess with Mister T.

### Fantasy Records
- 1974 Pieces of Dreams
- 1975 In the Pocket
- 1975 Have You Ever Seen the Rain
- 1976 Everybody Come on Out
- 1977 Nightwings
- 1977 West Side Highway
- 1978 What About You!
- 1980 Use the Stairs

### Другие лейблы
- 1966 Let It Go (Impulse!)
- 1965 Tiger Tail (Mainstream Records)
- 1960 Stan "The Man" Turrentine (Bainbridge)
- 1976 Man with the Sad Face — Bainbridge
- 1977 Love’s Finally Found Me — Classic World
- 1979 Soothsayer — Elektra
- 1979 Betcha — Elektra
- 1980 Inflation — Elektra
- 1981 Tender Togetherness — Elektra
- 1983 Home Again (Stanley Turrentine альбом) — Elektra
- 1991 The Look of Love — Huub
- 1992 More than a Mood — Music Masters
- 1993 If I Could — Music Masters
- 1995 Three of a Kind Meet Mr. T — Minor Music
- 1995 T Time — Music Masters
- 1995 Time (альбом) — Music Masters
- 1999 Do You Have Any Sugar? — Concord Jazz

Совместно с Ширли Скотт
- 1961: Hip Soul (Prestige)
- 1961: Hip Twist (Prestige)
- 1963: The Soul is Willing (Prestige)
- 1963: Soul Shoutin' (Prestige)
- 1964: Blue Flames (Prestige)
- 1964: Everybody Loves a Lover (Impulse!)
- 1964: Queen of the Organ (Impulse!)
- 1968: Soul Song (Atlantic)